# 屈洞
屈洞是中国广东省广州市从化区的一个自然村。在太平镇东面约2500米，是屈洞村的驻地。该村旧称龙腾。宋朝中叶，其先祖为择址建宅，起初前往江埔凤院。后为寻求更理想的居地，南下至太平龙腾。经勘察，发现此地风水龙脉不及凤院，于是折返凤院，却发现凤院已被他人占据，无奈之下，只能重返龙腾。因先祖在寻觅宅基、谋求安居的过程中屡经波折，遂将此地更名为屈洞，“屈”字意在体现多次辗转周折的经历。1998年时，全村人口1293人。